# Liste der Monuments historiques in Remennecourt
Die Liste der Monuments historiques in Remennecourt führt die Monuments historiques in der französischen Gemeinde Remennecourt auf.

## Liste der Objekte
| Bezeichnung                 | Beschreibung | Standort                        | Kennzeichnung | Schutzstatus | Datum | Bild |
| --------------------------- | --- | ------------------------------- | ------------- | ------------ | ----- | ---- |
| Weißer Ornat                | Kasel, Stola, Manipel, Kelchvelum und Bursa; Seide, bestickt, 18. Jahrhundert; im Kathedralschatz von Verdun deponiert | in der Kirche St-Louvent (Lage) | PM55000883    | Classé       | 1991  |      |
| Skulptur Madonna mit Kind   | Stein, farbig gefasst, 17. Jahrhundert                                                                                 | in der Kirche St-Louvent (Lage) | PM55002231    | Inscrit      | 1993  |      |
| Drei Kanontafeln            | illustrierte Drucke des 18. Jahrhunderts; im Centre départemental d’art sacré in Saint-Mihiel deponiert                | in der Kirche St-Louvent (Lage) | PM55002232    | Inscrit      | 1993  |      |
| Skulptur Heiliger Lupentius | Stein, farbig gefasst, 18. Jahrhundert                                                                                 | in der Kirche St-Louvent (Lage) | PM55000499    | Classé       | 1984  |      |
| Pietà                       | Stein, Anfang des 16. Jahrhunderts                                                                                     | in der Kirche St-Louvent (Lage) | PM55002233    | Inscrit      | 1980  |      |
| Skulptur Heiliger Eligius   | Stein, farbig gefasst, 18. Jahrhundert                                                                                 | in der Kirche St-Louvent (Lage) | PM55001438    | Inscrit      | 1978  |      |